# Mårten Pehrsons Valsqvarn

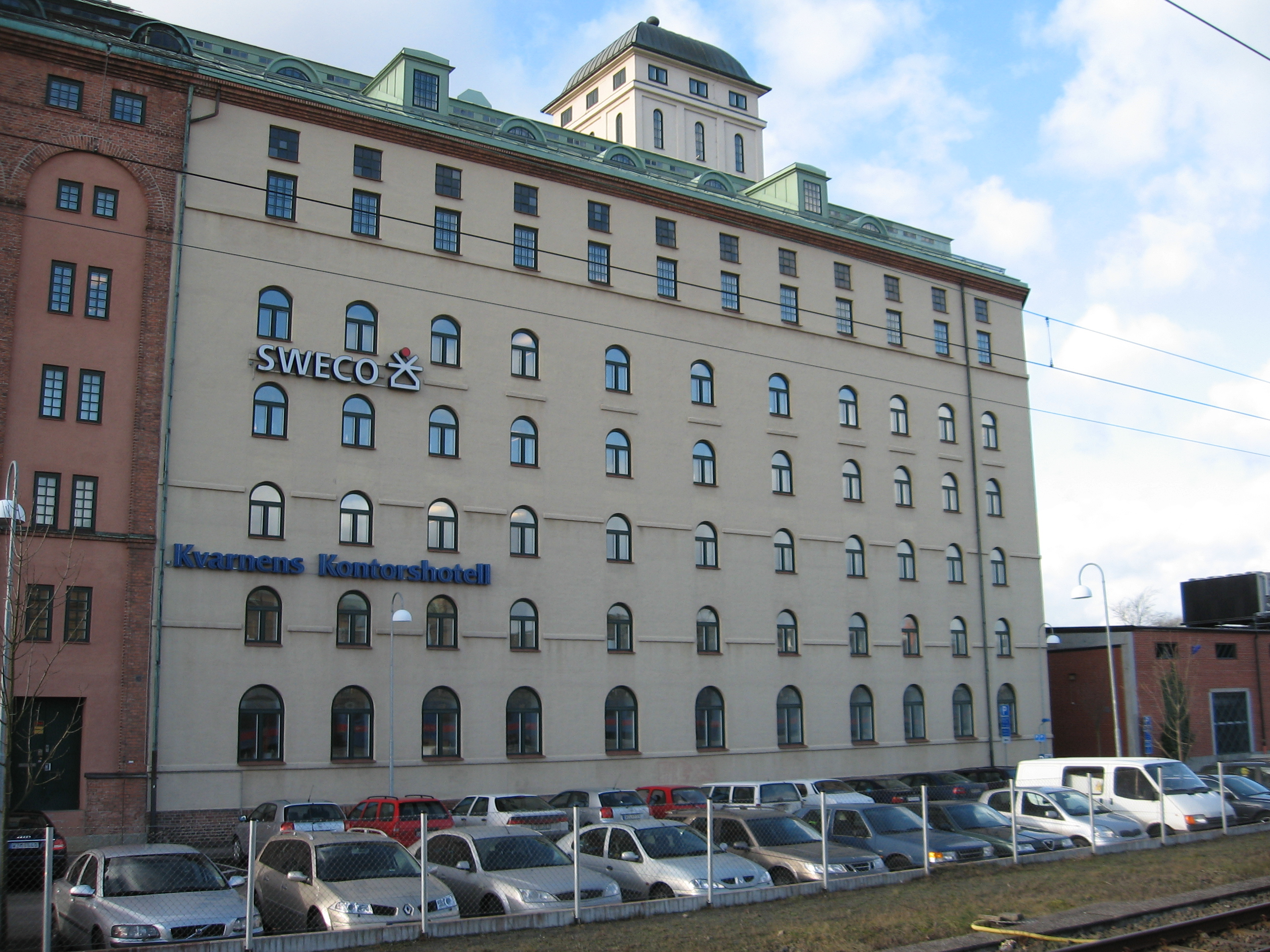
Kvarnen, före detta Mårten Pehrsons Valsqvarn, numera kontorshotell.

Mårten Pehrsons Valsqvarn var en kvarnrörelse och en kvarnbyggnad uppförd av grosshandlare Mårten Pehrson (1840-1906) i Kristianstad. Kvarnrörelsen hade kvarnar på flera orter och kvarnen i Kristisanstad var avsedd att mala mjöl för omlandet kring Kristianstad. Verksamheten startade 1881. Kvarnrörelsen sysselsatte på 1940- och 1950-talen ungefär 100 personer. Kvarnen har bland annat tillhört Kungsörnen. Kvarnen lades ner 1991.
Idag är den stora kvarnbyggnaden (Kristianstads största byggnad) omvandlad till kontorslokaler för bland annat kommunal verksamhet. Den 13 december 1988 beslöt de dåvarande ägarna till kvarnen att rörelsen skulle upphöra och klockan 15.10 den 6 september 1991 stannade kvarnmaskinerna för gott (minnesplakett sitter inne i restaurangen). Flera arkitekter har genom åren varit inblandade i omformningen av "Kvarnen" - N.A. Liljekrantz, Algot Johansson, Per Lennart Håkanson, N Einar Johansson och senast Sten Liljedahl. På baksidan av kvarnbyggnaden står idag konstverket "Ax" av konstnären Pål Svensson till minne av den industriella verksamheten.
Kvarnen hade egen industribrandkår. På toppen av "Kvarnen" uppfördes 1950 en kupol med torntak.  I tornet rymdes en tank på 50 000 liter vatten som var kopplat till ett lokalt sprinklersystem. Idag är tanken utrymd och tornet omvandlat till kontorslokaler. Mårten Pehrssons valskvarn hade även kvarn i Åhus. Mårten Pehrssons valskvarn i Åhus brann ner 1905. Åhuskvarnen låg längst ute vid hamninloppet i Åhus. Bolaget ägde från 1927 också en kvarn i Landskrona.